# Tricentra obliterata
Tricentra obliterata là một loài bướm đêm trong họ Geometridae.